# مشروع العدالة القومي
مشروع العدالة القومي هو منظمة تهدف إلى إصلاح التعليم ومتخصصة في تطوير فن القيادة وتغيير الثقافة والظروف لتحقيق المزيد من أهداف العدالة. كما أنها تُعد منظمة تدريبية واستشارية ومقرها في أوكلاند، كاليفورنيا، وقد كانت تُعرف من قبل باسم تحالف الخليج للمدارس الإنصافية (BayCES) حتى تغير اسمها في يوليه من عام 2010. وقد اشتهرت بكونها الأفضل قياديًا في إصلاح المدارس الصغيرة بأوكلاند؛ حيث أدى إلى إنشاء أكثر من 40 مدرسة صغيرة جديدة في واحدة من أكبر جهود إصلاح المدارس وأكثرها نجاحًا من حيث ارتفاع مؤشر الأداء الأكاديمي، وهي أكبر جهود إصلاح المدارس الموجهة نحو المجتمع في الدولة.

## سنواتها الأولى وعمل المدارس الصغيرة
بدأ مشروع العدالة القومي عام 1991 كمكتب إقليمي لدى لتحالف من أجل المدارس الأساسية، وكان مقره في ذلك الوقت في جامعة براون. وفي عام 1995، أصبح المشروع منظمة غير ربحية ومستقلة وفقًا للقسم 501(c)3 وسُميت بتحالف منطقة الخليج من أجل المدارس الأساسية. أو (BayCES).
وفي عام 1998، تغير اسم تحالف منطقة الخليج من أجل المدارس الأساسية برئاسة المدير التنفيذي ستيف جوب، إلى تحالف منطقة الخليج من أجل المدارس الإنصافية لتأكيد تركيزها على مناقشة التفاوت في الإنجازات بين مجموعات الطلاب الذين يزعمون أنها نتجت عن العنصرية والطبقية والتحيز للغة وأشكال أخرى من التحيز للنظام. ومنذ عام 1995 حتى عام 1999، قامت المنظمة بتدريب أكثر من عشر مدارس ثانوية شاملة على مستوى منطقة الخليج لكي تساعدهم على المشاركة في ممارسات المدارس الأساسية، ووضع أسس الإنصاف قيد التنفيذ، وذلك لنقل الممارسات وإعادة تقسيم الموارد لمساعدة الطلاب ذوي الاختلاف اللوني والدخل المنخفض والطلاب الضعفاء الآخرين على تحسين أدائهم الأكاديمي. كما أنها طورت منهجية التدريب المعقدة بصورة متزايدة لتواكب تحدّيات تسهيل عملية التغيير الملحوظ في المدارس الريفية.
وفي عام 1998 شارك المشروع، وسُمي فيما بعد بتحالف منطقة الخليج من أجل المدارس الأساسية، لأول مرة مع منظمات مجتمع أوكلاند (OCO) في التخطيط لمبادرة المدارس الصغيرة في أوكلاند. حيث تواصل نشطاء منظمات مجتمع أوكلاند مع الآباء المنزعجين من المدارس المزدحمة والمدمرة ذات الأداء الضعيف، ولاحظوا المدارس الصغيرة في الشمال الشرقي كما وصفها ديبورا ماير وغيره في الكتب والمقالات وذلك كوسيلة للحد من الازدحام، وفقد الهوية، وتحسين جودة التعلّم والتدريس.
وفي عام 2000، وضع المشروع سياسة المدارس المستقلة الصغيرة الجديدة التي أقرها مجلس مدرسة أوكلاند مصرحًا بإنشاء شبكة مدارس صغيرة جديدة مكونة من عشر مدارس صغيرة. وكما هو الحال مع تحالف منطقة الخليج من أجل المدارس الأساسية، فقد حصلوا على منحتين أساسيتين تبلغان 22 مليون دولار من مؤسسة بيل ومليندا غيتس وذلك لدعم فرق التصميم للتخطيط لبناء مدارسهم الصغيرة الجديدة. ويتم منح معظم هذه المبالغ مرة أخرى للمدارس لتغطية فترة الانطلاق والتدريب لموظفي المدرسة. كما أنشأوا برنامج الحاضنة للمدرسة الصغيرة الجديدة لاختبار المقترحات، والفرق المدربة في أفضل ممارسات المدارس الصغيرة، والفرق المدربة بالتعاون مع بعضها البعض ومجتماعاتهم المحلية، وفي عام 2006 تم تطبيق البرنامج في إدارة المنطقة. وفي النهاية، تم إنشاء أكثر من 40 مدرسة صغيرة جديدة. وفي عام 2004 أصبحت أوكلاند أكثر الأقاليم الكبرى تحسنًا في دولة كاليفورنيا من حيث مؤشر الأداء الأكاديمي للإقليم، الذي استمرت في الحصول عليه على مدار السنوات الست القادمة. ومنذ عام 2000 حتى عام 2008 تبنّت المنظمة إستراتيجية أساسها المكان نفسه للتركيز على جهود العدالة في أوكلاند، إميريفيلي وبيركيلي وأوقفت العمل في أماكن أخرى.

## النهوج الحديثة والهوية الجديدة
في عام 2007، عين المجلس لاشون روت تشاتمون مديرًا تنفيذيًا جديدًا بعد استقالة ستيف جوب. وبرئاسة لاشون، بدأت المنظمة في التركيز على محورين بصورة متزايدة لمزيد من التحسين لنتائج التعليم للأطفال الضعفاء: تطوير القيادة ومشاركات التعلم عند التلقين. وفي عام 2008 إلى 2009، عملت على تطوير مناهج جديدة وقدمت خدمة متزايدة للشركاء في هذه المنطقة: القيادة من أجل العدالة والتأثير 2012 (التدريس من أجل العدالة). بالإضافة إلى أنهم سعوا وحصلوا على منحٍ أساسية من مؤسسات الشركاء الجدد لتطوير هذه المناطق: من مؤسسة كيلوج للتوسع في برامج القيادة من أجل العدالة، ومن مؤسسة كارنغي من أجل التطوير والتوسع في عملية التأثير 2012. حيث يتم تقييم عملية التأثير 2012 من خلال اثنين من المسئولين عن التقييم الخارجيين، منهم مركز SRN في جامعة ستانفورد من أجل تحسين كيفية استخدام المعلم لعملية التقويم التكويني وتحسين الأداء الأكاديمي بين الطلاب المرجوين ذوي التحصيل البطيء. كما يتم حاليًا تقييم برنامج القيادة من أجل العدالة وخضع لبحث كبير حول القيادة التكيفية و[العلوم المعقدة ونظرية تغيير الأنظمة.
وتكمن الرؤية الجوهرية للمنظمة في أن الأشخاص تتغير وأن كل جهود إصلاح التعليم يجب أن تضع في الاعتبار تطور الأشخاص من أجل الوصول إلى النجاح. وفي تحليل مشروع العدالة القومي، فإن معظم الجهود تعتمد على الإصلاحات الفنية أو التفويضات التنازلية التي لا تطور من قدرة الأشخاص لتحقيق التغيرات المنشودة فيما يخص الطلاب الضعفاء. لذلك يجب تطوير قدرة الأشخاص في كلا الجانبين فيما يخص المهارة الفنية (التعليمات، التخطيط) والعلاقات الإنسانية، حيث إن التعاون والتواصل والعلاقات هي محور كل جهد مثمر وناجح. وعلى الرغم من ذلك، فإن هذه الحقائق منسية في أنظمة المدارس البيرقراطية العليا.
كما لم تعد المنظمة مقصورة على منطقة الخليج أو المدارس فقد غيرت اسمها عام 2010. وكما هو الحال في مشروع العدالة القومي، فقد أطلقوا رسميًا جهودًا لتغيير الحوار الوطني حول تحقيق العدالة في التعليم وبدأوا العمل بمبادراتٍ على مستوى المجتمع للحد من التفاوتات الناتجة عن سياسة التفرقة العنصرية.